# Aegon Championships 2015
Aegon Championships 2015 — тенісний турнір, що проходив на трав'яних кортах  у Лондоні, Велика Британія з 15 червня. Належав до категорії ATP 500, був турніром серії Queen's Club Championships 2015 року.

## Фінальна частина

### Одиночний розряд
Енді Маррей —  Кевін Андерсон 6–3, 6–4

### Парний розряд
П'єр-Юг Ербер /  Ніколя Маю —  Марцин Матковський /  Ненад Зімоньїч 6–2, 6–2